# Dekwaneh
Dekwaneh (Arabisch:. ضهر الحصين ) (ook Dekweneh) is een voorstad ten noorden van Beiroet, in het district Metn van het Libanese gouvernement Libanongebergte.
De burgemeester, Antoine Chakhtoura, gaf op 22 april 2013 veiligheidstroepen bevel om een homovriendelijke nachtclub genaamd Ghost binnen te vallen en te sluiten. Een drietal Syrische homoseksuele mannen en een Libanese transgendervrouw werden tijdens de inval gearresteerd en naar het gemeentelijke hoofdkwartier overgebracht, waar ze volgens berichten werden mishandeld en gedwongen zich uit te kleden. Volgens verslagen werd de transgendervrouw verder ook naakt gefotografeerd.